# پیترو کولیاتی
پیترو کولیاتی (انگلیسی: Pietro Cogliati؛ زادهٔ ۱۸ ژوئن ۱۹۹۲) بازیکن فوتبال است.
از باشگاه‌هایی که در آن بازی کرده‌است می‌توان به باشگاه فوتبال مونتسا اشاره کرد.